# Ivan Vysjnegradskij (ingenjör)

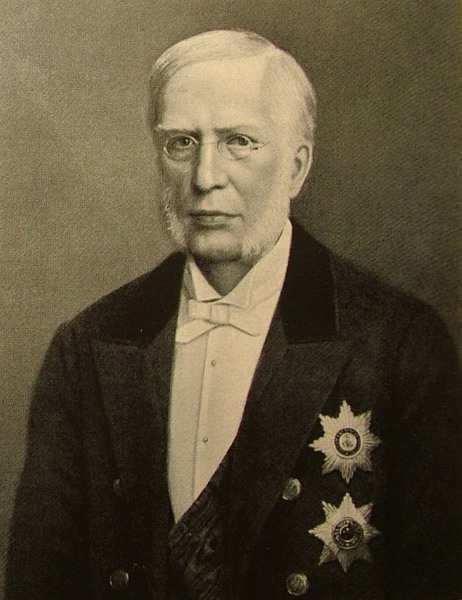
Ivan Vysjnegradskij

Ivan Aleksejevitj Vysjnegradskij (ryska: Иван Алексеевич Вышнеградский), född 1 januari 1832 (gamla stilen: 20 december 1831) i Vysjnij Volotsjok, död 6 april (gamla stilen: 25 mars) 1895 i Sankt Petersburg, var en rysk ingenjör och politiker.  Han var farfar till tonsättaren med samma namn.
Vysjnegradskij blev 1862 professor och 1875 direktor vid teknologiska institutet i Sankt Petersburg och 1886 medlem av departementet för statsekonomi i riksrådet. Han var 1887–92 finansminister och försökte förgäves genom sparsamhet i fråga om statsutgifterna och höjning av tullarna åstadkomma jämvikt i budgeten.